# Sandby borg

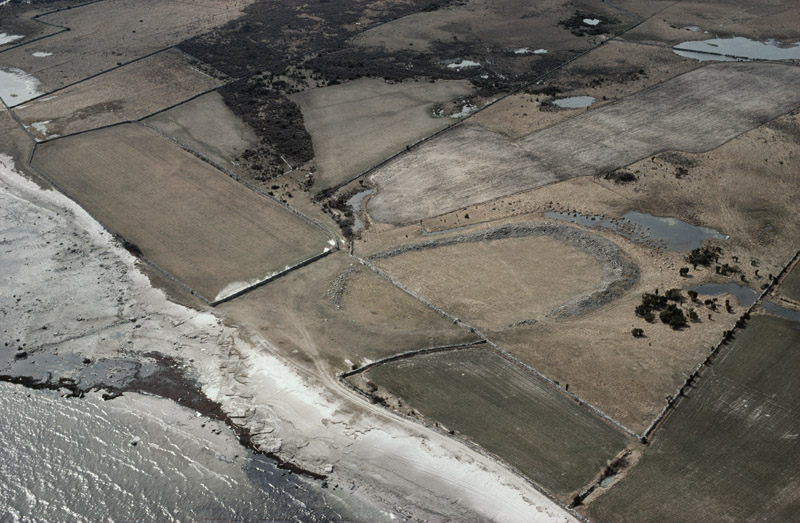
Sandby borg

Sandby borg ist eine Wallburg, etwa 2,0 km südöstlich des Dorfes Södra Sandby auf der schwedischen Insel Öland, die nur noch als Ruine existiert. Die Nordwest-Südost orientierte Burg liegt etwa 42 Meter vom Oststrand der Insel entfernt auf einem niedrigen Strandwall in der Nähe eines Naturhafens.

## Beschreibung
Die Lage am Meer unterscheidet Sandby von den anderen Burgen der Insel. Sandby borg ist oval, die Innenmaße betragen 66–92 Meter. Die im Norden höchste und im Südosten niedrigste Burgmauer ist etwa 4,0 Meter dick. Im Südosten liegt sie nur einen Meter über dem mittleren Hochwasser, so dass das Meer bei Flut fast zum Burgfuß reicht. Der in Teilen wahrscheinlich eingeebnete Ort besteht aus einem schiefen Plateau, im Mittel etwa 2,5 Meter über dem Meeresspiegel. Geophysikalische Untersuchungen zeigen 53 Hausgrundrisse.

Sandby Borg
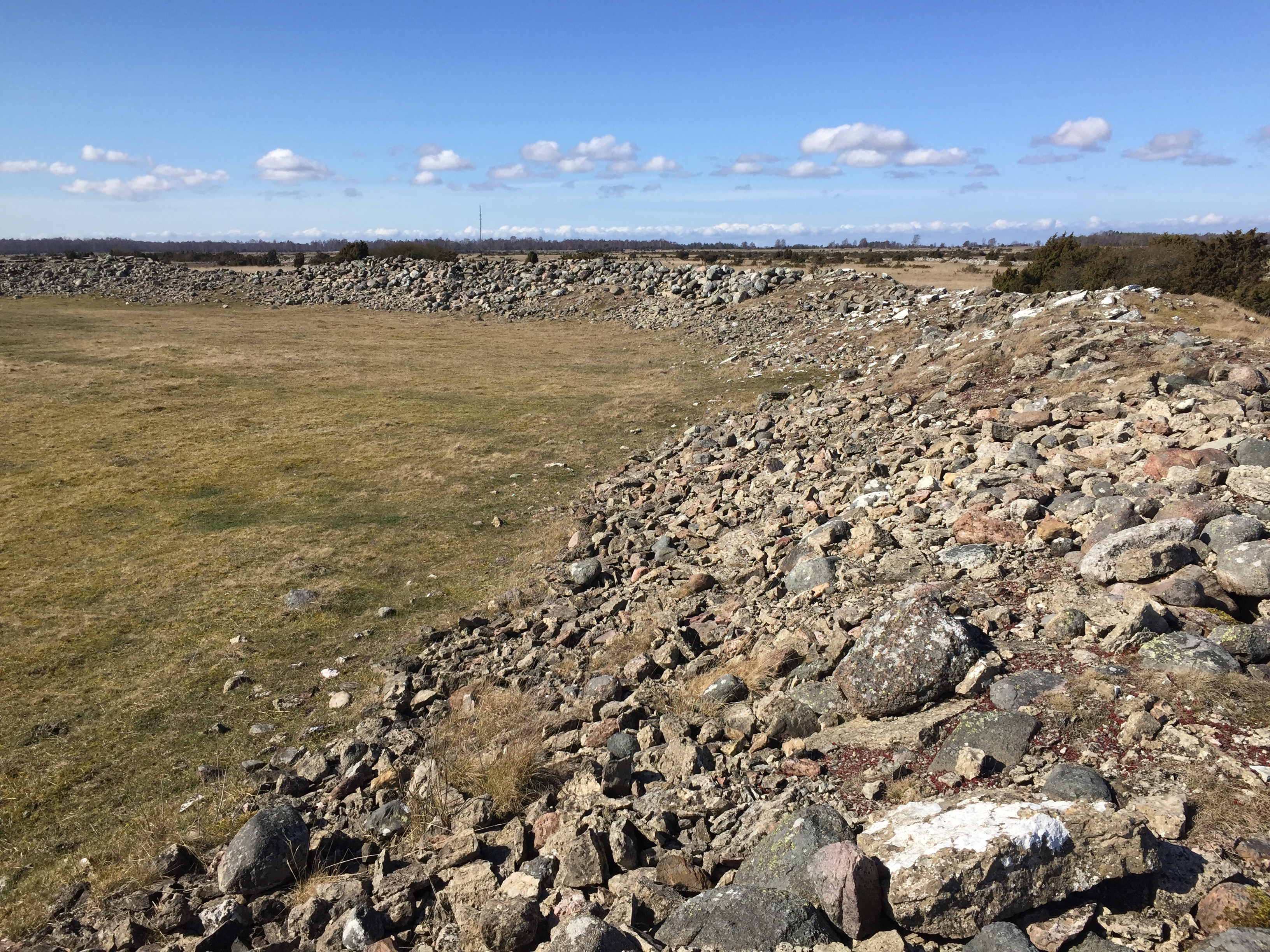
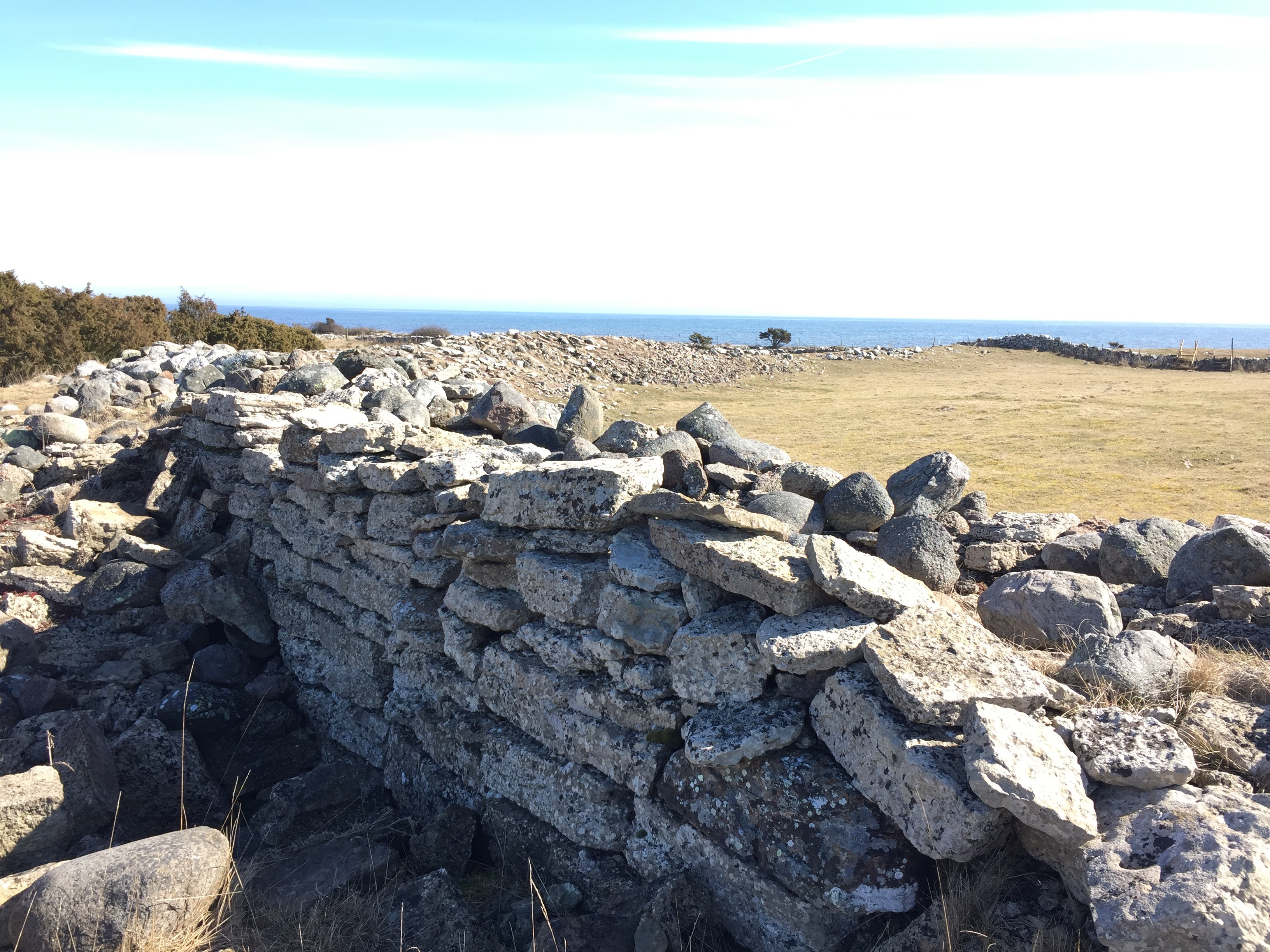
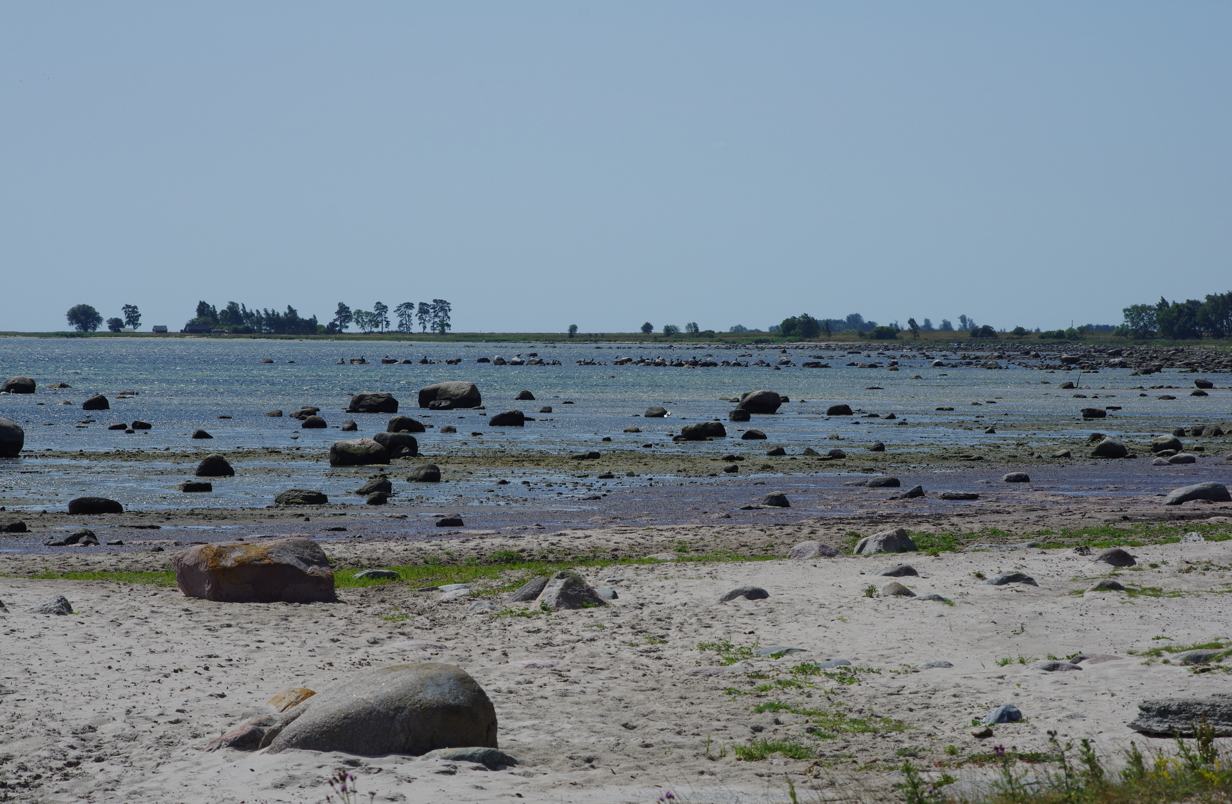
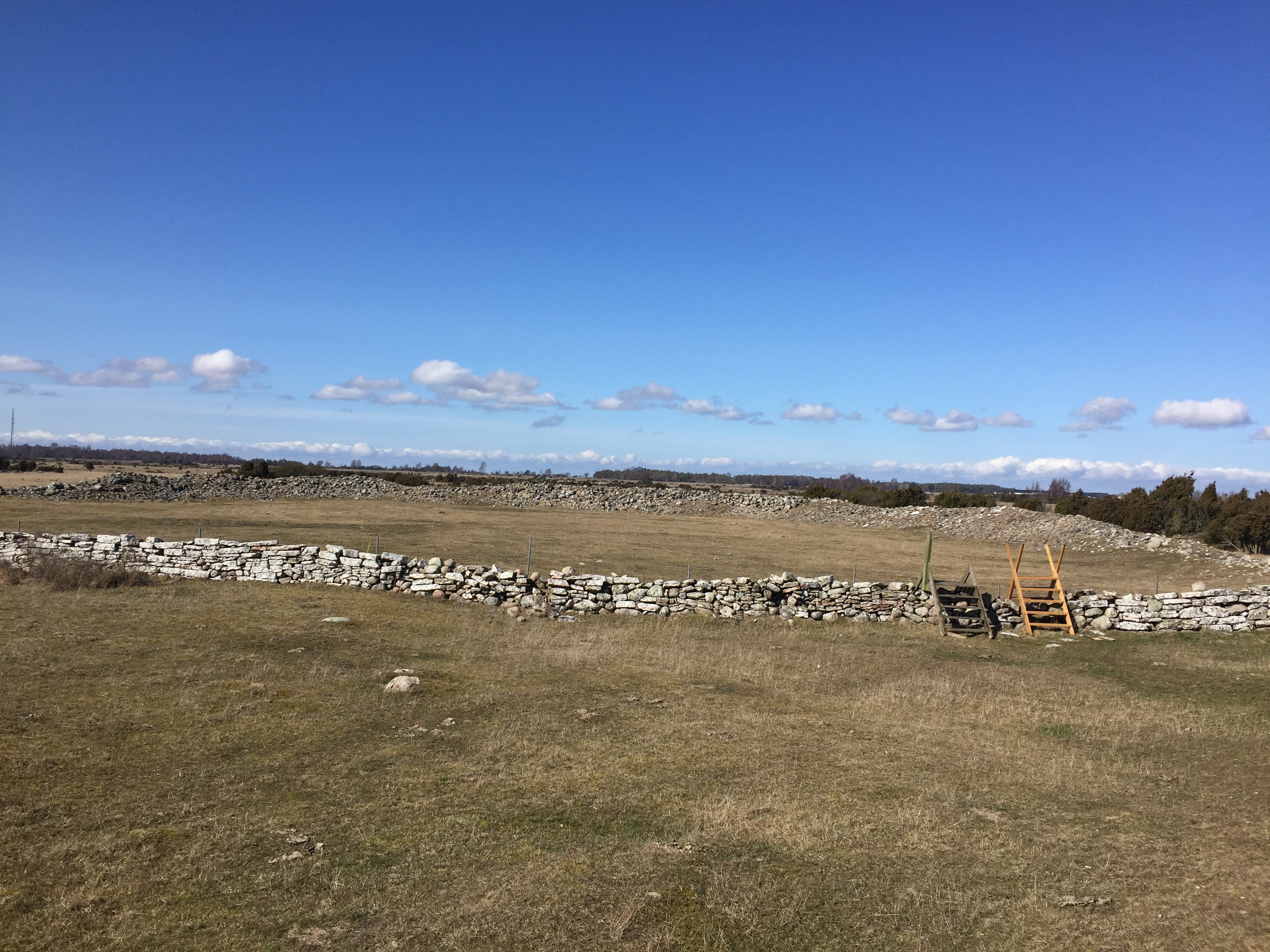

Westlich der Burg befinden sich mehrere parallele Reihen von Granitblöcken, möglicherweise ein Cheval de frise. Die Burg hat Tore im Südosten und Norden. Im Inneren ist ein Brunnen.

## Ehemalige Nutzung
Über die ursprüngliche Funktion von Anlagen dieser Art gibt es mehrere Theorien. Zwar lassen die Baulichkeiten eine Verteidigungsanlage vermuten, doch ist diese bei der Größe schwer zu sichern. Daher werden die Fornborgar mit slawischen Burgen verglichen, die ähnlich den späteren mittelalterlichen Städten geschützte Wohnstätte und religiöses Zentrum waren. Auch die Funktion als Fluchtburg kommt bei einigen in Betracht, allerdings sollte es sich um einen einheitlichen Nutzungsgrund handeln.

## Grabungserkenntnisse
Seit 2010 wird die Burg ausgegraben, bis Ende 2016 jedoch nur etwa 6 % der gesamten Anlage. Es wurden unter anderem sechs vergoldete Broschen gefunden, zusammen mit einigen anderen Artikeln aus der Eisenzeit. Ein Solidus, der im Jahr 2014 entdeckt wurde, stammt aus der Zeit des römischen Kaisers Valentinian III. (425–455 n. Chr.). Später entdeckten Archäologen eindeutige Hinweise auf ein großes Massaker, welches auf etwa 480 n. Chr. datiert wurde. Schon erste Grabungen an einigen wenigen Stellen der Anlage ergaben, dass das Dorf innerhalb des Befestigungsringes zu Beginn des Mittelalters ausgelöscht wurde. Bislang unbekannte Angreifer töteten wohl alle zum Zeitpunkt des Überfalls dort lebenden Männer, Frauen und Kinder, obwohl bis zum Ende der Grabungssaison 2016 noch keine eindeutig weibliche Skelette gefunden wurden. Unter den bislang gefundenen Skeletten befanden sich auch die von Kindern, das jüngste davon gehörte einem etwa drei Monate alten Säugling, weshalb die Forschenden doch davon ausgehen, dass sich in der überfallenen Burganlage auch Frauen aufgehalten haben müssen. An den Leichen fanden sich keinerlei Abwehrverletzungen, wie sie bei Kämpfen normalerweise auftreten. Die Motive der Angreifer sind vollkommen unklar, denn es fanden sich keine Hinweise, dass die Toten oder ihre Behausungen damals ausgeraubt wurden, da Werkzeug und wertvoller Schmuck bei den Grabungen unversehrt gefunden werden konnten. Weil bei den Grabungen zusammen mit dem Solidus auch eine römische Pfeilspitze gefunden wurde, ist es denkbar, dass zumindest einige Bewohner von Sandby Borg zuvor als Söldner für die Römer gearbeitet hatten und dadurch Wohlstand in diesen Ort gekommen war, und eben deshalb alle Bewohner nach dem Fall des Weströmischen Reiches um 475 aus Hass und Rache von den Angreifern umgebracht wurden. Die Leichen wurden nicht bestattet, sondern blieben am jeweiligen Todesort liegen. Auch das Vieh verblieb an seinem jeweiligen Ort und verendete in Käfigen und Gehegen. Nach dem Massaker wurde die Wehranlage Sandby Borg im Laufe der Jahrhunderte von Sand bedeckt, der die Dächer der Häuser zerdrückte und die Leichen der Bewohner verbarg, und anschließend wurde alles von Gras überwachsen.

## Dokumentationen
- Aufgedeckt - Rätsel der Geschichte – Die Toten von Sandby Borg. TV-Dokumentation, GB / CDN 2019, deutsche Synchronfassung auf ZDFinfo 2021. Mitwirkende: Helena Victor – Archäologirn (Ausgrabungsleiterin), Sophie Vallulv – Archäologin, Clara Alfsdotter – Osteologin, Daniel Wescott – Anthropologe, (Universität Texas), Ludwig Papmehl-Dufay – Archäologe, Lars Christian Nørbach – Archäologe, Jonathan Jarrett - Historiker.